# Trivignano Udinese
Trivignano Udinese is een gemeente in de Italiaanse provincie Udine (regio Friuli-Venezia Giulia) en telt 1682 inwoners (31-12-2004). De oppervlakte bedraagt 18,3 km², de bevolkingsdichtheid is 95 inwoners per km².
De volgende frazioni maken deel uit van de gemeente: Clauiano, Merlana, Melarolo.

## Demografie
Trivignano Udinese telt ongeveer 642 huishoudens. Het aantal inwoners steeg in de periode 1991-2001 met 0,1% volgens cijfers uit de tienjaarlijkse volkstellingen van ISTAT.
| Jaar | Inwoneraantal |
| ---- | ------------- |
| 1991 | 1704          |
| 2001 | 1706          |

## Geografie
De gemeente ligt op ongeveer 43 m boven zeeniveau.
Trivignano Udinese grenst aan de volgende gemeenten: Chiopris-Viscone, Manzano, Palmanova, Pavia di Udine, San Giovanni al Natisone, San Vito al Torre, Santa Maria la Longa.